# Hoolock leuconedys
L'hulok orientale (Hoolock leuconedys Mootnick & Groves 2005) solo recentemente è stato considerato una specie distinta dall'hulok occidentale (H. hoolock Harlan 1834). Le due specie sono molto simili, sia nell'aspetto che nelle abitudini, appartenendo entrambe al genere Hoolock.

## Descrizione
Una delle caratteristiche che distinguono questa specie da quella orientale è il colore del ciuffo presente nella zona genitale dei maschi, che può essere marrone o bianco.

## Distribuzione
L'areale comprende la Birmania a est del fiume Chindwin e lo Yunnan sud-occidentale.